# ジェイムズ・ローレンス・オア
ジェイムズ・ローレンス・オア（James Lawrence Orr, 1822年5月12日 - 1873年5月5日）は、アメリカ合衆国の政治家。1857年から1859年まで第26代アメリカ合衆国下院議長を務め、1865年には公選制で最初のサウスカロライナ州知事に選出された。

## 生涯
1822年5月12日、オアはサウスカロライナ州クレイトンヴィルにおいて誕生した。オアは1841年にバージニア大学を卒業し、弁護士となった。オアは民主党に参加し、1844年から1848年までサウスカロライナ州下院議員、1849年から1859年まで連邦下院議員を務めた。1857年から1859年までは連邦下院議長も務めた。オアは連邦議会において奴隷制の継続を勧奨し、州の権利を声高に主張した。またオアは南部諸州が連邦離脱することを予期し、州への忠誠を誓った。
南北戦争が勃発すると、オアはサウスカロライナ州のライフル連隊を組織し、指揮した。オアは1862年に連隊を離れてアメリカ連合国で上院議員となったが、その後も連隊はオアの名を掲げ続けた。オアは連合国の上院においても、州権を主張した。
南北戦争が終結後の1865年、オアは公選による最初のサウスカロライナ州知事に選出され、1868年の任期満了まで知事を務めた。オアはその後、1868年から1870年までサウスカロライナ州裁判所の判事を務めた。1872年、オアはユリシーズ・グラント大統領から駐ロシア公使に指名され、サンクトペテルブルクに赴任した。だがオアは着任直後の1873年5月、サンクトペテルブルクで肺炎により死去した。オアはサウスカロライナ州アンダーソンの第一長老派教会墓地に埋葬された。